# Lijst van shorttrackrecords 1000 meter mannen
Dit is een overzicht van de schaatsrecords op de 1000 meter mannen bij het shorttrack.

## Ontwikkelingwereldrecord1000 meter shorttrack
| Nr | Naam                  | Land          | Tijd     | Plaats              | Datum      |
| -- | --------------------- | ------------- | -------- | ------------------- | ---------- |
| 1  | Michael Richmond      | Australië     | 1.38,72  | Den Haag            | 28-03-1981 |
| 2  | Guy Daignault         | Canada        | 1.37,91  | Moncton             | 04-04-1982 |
| 3  | Louis Grenier         | Canada        | 1.36,55  | Amsterdam           | 17-03-1985 |
| 4  | Guy Daignault         | Canada        | 1.34,79  | Chamonix-Mont-Blanc | 06-04-1986 |
| 5  | Peter van der Velde   | Nederland     | 1.32,83  | Boedapest           | 16-01-1988 |
| 6  | Tsutomu Kawasaki      | Japan         | 1.31,80  | Amsterdam           | 18-03-1990 |
| 7  | Kim Ki-hoon           | Zuid-Korea    | 1.30,76  | Albertville         | 20-02-1992 |
| 8  | Michael McMillen      | Nieuw-Zeeland | 1.28,47  | Denver              | 04-04-1992 |
| 9  | Marc Gagnon           | Canada        | 1.28,230 | Seoel               | 04-04-1997 |
| 10 | Fabio Carta           | Italië        | 1.27,454 | Oberstdorf          | 24-01-1999 |
| 11 | Kim Dong-sun          | Zuid-Korea    | 1.27,307 | Changchun           | 05-12-1999 |
| 12 | Jeffrey Scholten      | Canada        | 1.26,970 | Calgary             | 05-03-2000 |
| 13 | Steve Robillard       | Canada        | 1.25,985 | Calgary             | 14-10-2001 |
| 14 | Jean-François Monette | Canada        | 1.25,662 | Calgary             | 09-03-2003 |
| 15 | Li JiaJun             | China         | 1.24,674 | Bormio              | 14-02-2004 |
| 16 | Ahn Hyun-soo          | Zuid-Korea    | 1.24,385 | Heerenveen          | 24-11-2007 |
| 17 | Charles Hamelin       | Canada        | 1.23,454 | Montreal            | 18-01-2009 |
| 18 | Kwak Yoon-gy          | Zuid-Korea    | 1.23,007 | Calgary             | 21-10-2012 |
| 19 | Semjon Jelistratov    | Rusland       | 1.22,607 | Dresden             | 06-02-2016 |
| 20 | Hwang Dae-heon        | Zuid-Korea    | 1.20,875 | Salt Lake City      | 12-11-2016 |